# Maximumsnelheid in Canada

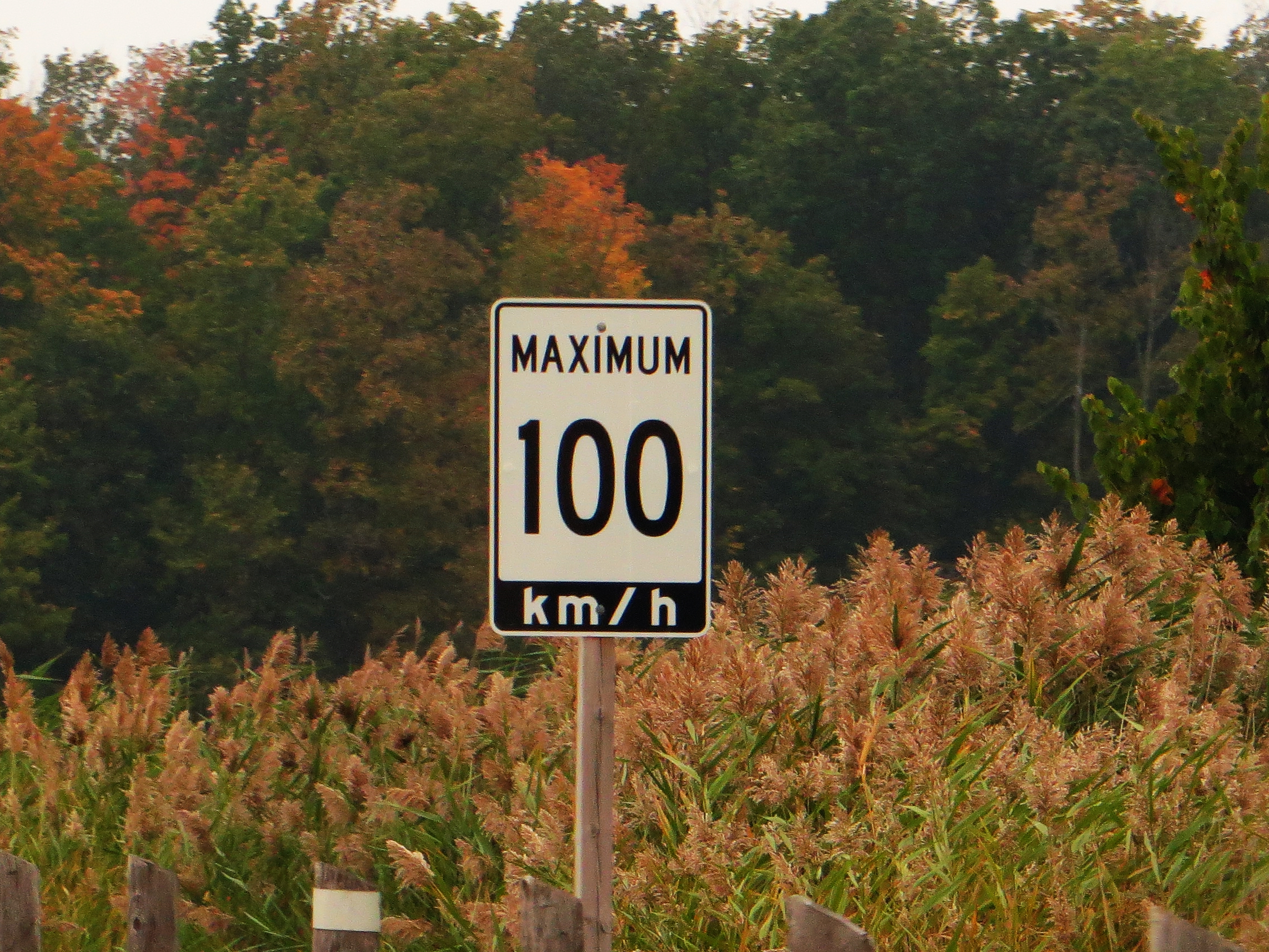
Een snelheidsbeperking van 100 km/h in Ontario

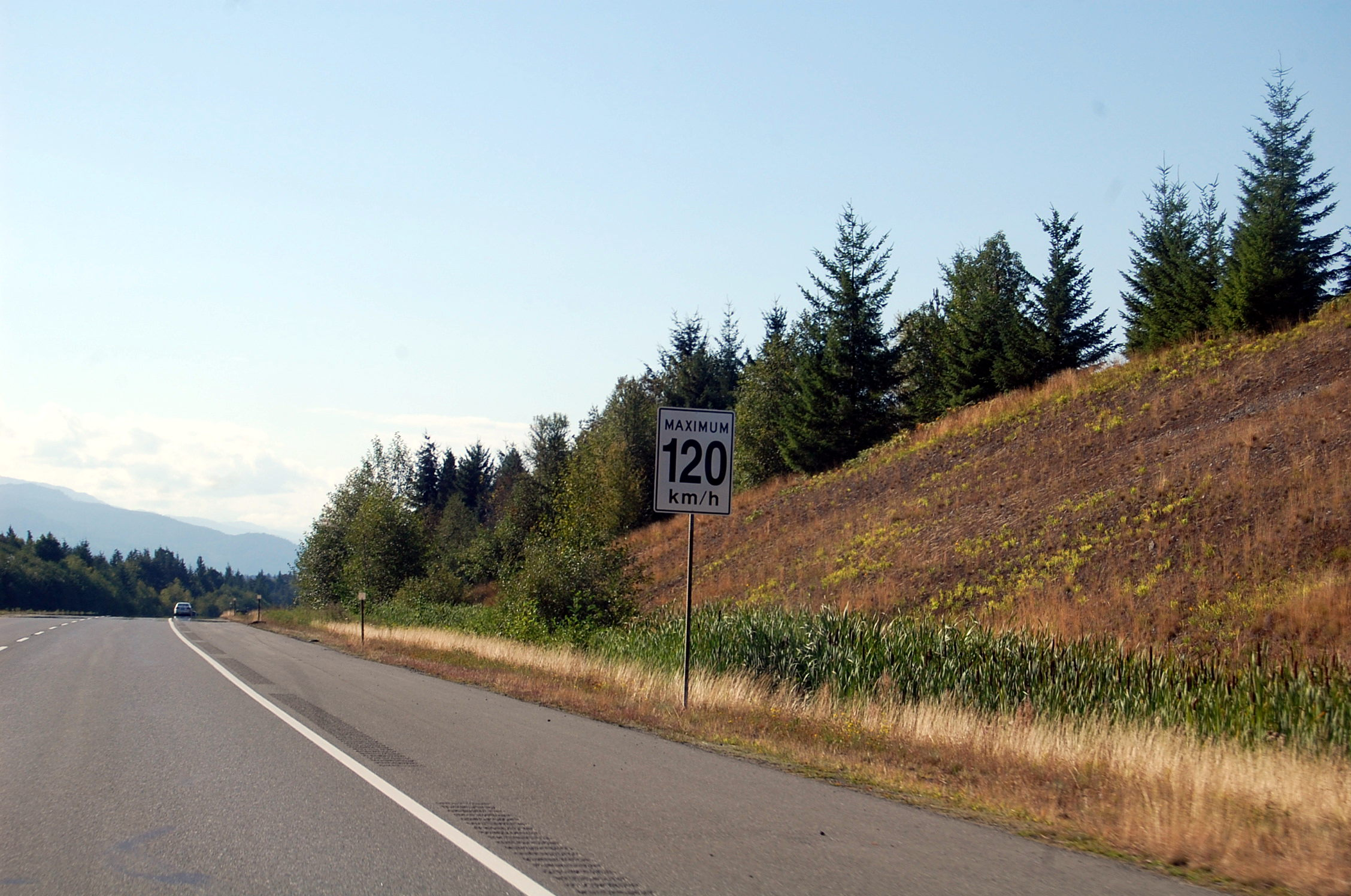
120 km/h in Brits-Columbia

Maximumsnelheden in Canada worden sinds 1977 aangegeven in kilometers per uur. Voor die tijd gebruikte het land het imperiaal stelsel, waarbij de snelheid in mijl per uur werd aangegeven.

## Wettelijke maximumsnelheid per provincie
Wettelijke maximumsnelheden zijn snelheden die per wet zijn vastgelegd bij een provincie. Deze snelheden gelden op wegen waar geen bebording aanwezig is. Bebording kan hoger of lager afwijken van de vastgelegde snelheden.
In de meeste provincies is de snelheid binnen de bebouwde kom vastgelegd op 50 km/h. Buiten de bebouwde kom is de snelheid vastgelegd op 80 of 90 km/h op lokale wegen en 100 of 110 km/h op highways, al dan niet met gescheiden rijbanen. Op expreswegen en autosnelwegen loopt de maximumsnelheid uiteen van 100 km/h in Newfoundland en Labrador en Québec tot 120 km/h in Brits-Columbia.
In de onderstaande tabel is de maximumsnelheid per provincie aangegeven. Een streepje (–) houdt in dat de desbetreffende wegsoort niet voorkomt in de provincie of dat er geen specifieke wetgeving over bestaat.
| Provincie                | Schoolzone (binnen / buiten bebouwde kom) | Bebouwde kom | Buiten bebouwde kom (lokaal / highway) | Expreswegen | Hoogste limiet |
| ------------------------ | ----------------------------------------- | ------------ | -------------------------------------- | ----------- | -------------- |
| Alberta                  | 30 / 30                                   | 50           | 80 / 100                               | 110         | 110            |
| Brits-Columbia           | 30 / 30                                   | 50           | 80                                     | 110 / 120   | 120            |
| Manitoba                 | 30 / 50                                   | 50           | 90                                     | 100 / 110   | 110            |
| New Brunswick            | 50 / 50                                   | 50           | 80 / 90                                | 110         | 110            |
| Newfoundland en Labrador | 50 / 50                                   | 50           | 80 / 100                               | 100         | 100            |
| Northwest Territories    | –                                         | 45           | 90 / 100                               | –           | 100            |
| Nova Scotia              | 30 / 50                                   | 50           | 80 / 90                                | 110         | 110            |
| Nunavut                  | –                                         | 50           | 90                                     | –           | 90             |
| Ontario                  | 40                                        | 50           | 80                                     | –           | 100            |
| Prince Edward Island     | – / 60                                    | 50           | 80 / 90                                | –           | 90             |
| Saskatchewan             | 40                                        | 50           | 80 / 100                               | 110         | 110            |
| Québec                   | 30 / 50                                   | 50           | 90 / 90                                | 100         | 100            |
| Yukon                    | 30 / 40                                   | 50           | 50                                     | –           | 100            |